# Kamikaze (album của Eminem)
Kamikaze (viết cách điệu KAMIKAZƎ) là album phòng thu thứ mười của rapper người Mỹ Eminem được Aftermath Entertainment, Interscope Records và Shady Records phát hành vào ngày 31 tháng 8 năm 2018 mà không thông báo trước. Album có sự góp giọng của các khách mời từ Joyner Lucas, Royce da 5'9 ", Jessie Reyez và Justin Vernon (không được ghi công). Eminem, với tư cách là Slim Shady, và Dr. Dre là các giám đốc sản xuất, trong khi nhiều nhạc sĩ khác tham gia sản xuất từng ca khúc.
Sau những cách tiếp nhận trái chiều đối với album trước của anh, Revival (2017), càc nhà báo âm nhạc đã tranh luận về việc liệu độ nổi tiếng và khả năng của nam rapper có bị suy yếu hay không. Để đáp lại những lời chỉ trích, Eminem đã phát hành bản phối lại bài hát "Chloraseptic" vào tháng 1 năm 2018 với 2 Chainz và Phresher. Kamikaze đại diện tiếp nối lời đáp trả này với nhiều lời lăng mạ khác nhau đối với các nhà phê bình và rapper. Tác phẩm thể hiện sự tôn kính cho album đầu tay của Beastie Boys mang tên Licensed to Ill (1986). Album được quảng bá bằng ba đĩa đơn: "Fall", "Venom" (ca khúc từ bộ phim cùng tên năm 2018), "Lucky You" và một video âm nhạc cho "Good Guy" cùng với một chuyến lưu diễn hỗ trợ.
Kamikaze nhận được nhiều ý kiến trái chiều từ các nhà phê bình. Một số người ca ngợi đây như là một bước tiến trong album trước của rapper và sự trở lại đáng hoan nghênh với âm thanh của chất liệu mạnh mẽ hơn trước đây của anh, trong khi những người khác chỉ trích sản phẩm lỗi thời vì không thích ứng với xu hướng hip hop hiện tại. Album này cũng gây tranh cãi vì các bài hát công kích nhiều nghệ sĩ khác nhau và vì thúc đẩy những lời buộc tội chứng ghê sợ đồng tính luyến ái. Về mặt thương mại, album đạt vị trí số 1 ở 15 quốc gia, đây cũng là album thứ chín liên tiếp của Eminem đứng đầu tại Hoa Kỳ và album hip hop bán chạy nhất năm 2018. Kamikaze sau đó đã được chứng nhận Bạch kim ở Hoa Kỳ.

## Thu âm và phát hành
Vào ngày 8 tháng 1 năm 2018, Eminem bất ngờ hợp tác với 2 Chainz và Phresher để phát hành bản phối của bài hát "Chloraseptic" từ album Revival. Trong ca khúc, Eminem đã chế giễu những người chỉ trích Revival và kết thúc bằng câu "Tôi vừa thêm nhiên liệu vào ba lô phản lực của mình, khi tôi sẵn sàng đáp trả thì tôi sẽ phóng nó vào họ... Tôi sẽ trở lại..." Ngày 22 tháng 1 năm 2018, các bức ảnh tiết lộ Mike Will Made-It trong phòng thu với Eminem và Dr. Dre. Trong các buổi họp về Revival, S1 đã cố gắng hợp tác với Eminem nhưng anh đã từ chối; nhà sản xuất này liên tục gửi anh beat cho các bản nhạc tương lai mà rapper kết hợp vào các bài hát của Kamikaze. Buổi chiều trước khi phát hành Kamikaze, Eminem đăng tải một teaser 15 giây cho một bài hát mới trên mạng xã hội, trong đó có logo cho bộ phim siêu anh hùng Venom.
Vào ngày 31 tháng 8 năm 2018, anh phát hành album trên các cửa hàng nhạc số và dịch vụ âm nhạc trực tuyến mà không hề quảng bá hay thông báo trước, ngược lại với sự quảng bá rộng rãi cho Revival; anh đã lặp lại chiến thuật này với Music to Be Murdered By vào năm 2020. Billboard tin rằng sự thành công này là nhờ việc phát hành bất ngờ album phòng thu thứ năm của Beyoncé vào tháng 12 năm 2013. Album ấy là một thành công cả về mặt thương mại lẫn tiếp nhận, cuối cùng thay đổi ngày phát hành toàn cầu từ thứ Ba sang thứ Sáu. Album được bán trên trang web của anh ấy trong một số định dạng, bao gồm cả vật phẩm kèm theo như hàng may mặc. Eminem đã sử dụng các mạng xã hội như Instagram và Twitter để thông báo việc phát hành và dựa vào sự phản hồi rộng rãi từ các bài hát công kích và sự mong đợi từ cộng đồng Internet để truyền bá album. Album đạt thành công về mặt thương mại sau vài tuần phát hành. Eminem đã chế giễu các bài đánh giá tiêu cực cho Kamikaze trên tờ The Hollywood Reporter, trong đó có chính bài đánh giá của The Hollywood Reporter.
Mặc dù không quảng bá trước khi ra mắt, Eminem đã ra mắt ca khúc rap freestlye "The Storm" tại Giải thưởng BET Hip Hop 2017 với lời bài hát giống với ca khúc chủ đề của album. Anh đã ra mắt một dòng thời trang gồm áo phông "The Kamikaze" một tháng trước khi phát hành. Nhà sản xuất Illa da Producer thấy album giống với The Slim Shady LP ở sự hung dữ, hơn là Revival bị khuất phục.
Ca sĩ người Mỹ Justin Vernon từ Bon Iver, người có giọng hát không được ghi công trong ca khúc "Fall", nói rằng anh không biết album dùng giọng hát của mình và anh không ở trong phòng thu khi ghi âm. Video âm nhạc cho "Fall" được phát hành vào ngày 4 tháng 9 năm 2018 để giải quyết những chỉ trích về Revival. Đạo diễn của video này, James Larese, cũng đã đạo diễn các video âm nhạc cho "Framed" và "Caterpillar". Một video thứ hai được phát hành cho "Lucky You" vào ngày 13 tháng 9 năm 2018, tiếp theo là "Venom" vào ngày 5 tháng 10 năm 2018 và "Good Guy" vào ngày 7 tháng 12 năm 2018.

## Ảnh minh họa

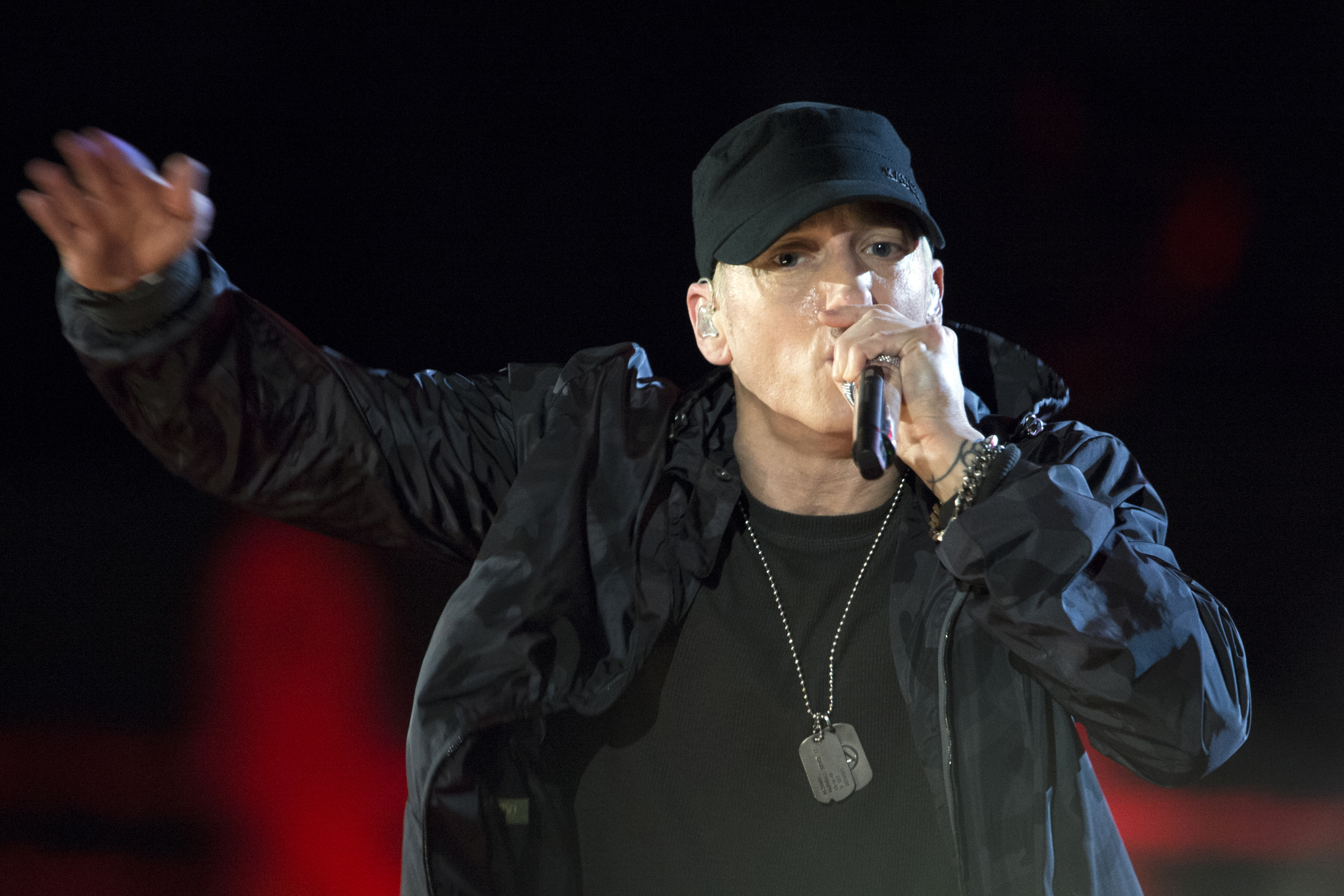
Eminem đang đeo thẻ bài quân nhân thể thao và mũ tuần tra vào năm 2014; hình ảnh quân sự này được tái tạo trên ảnh minh họa cho Kamikaze.

Bìa album đầy đủ có hình chiếc máy bay chiến đấu LT. Mathers III cố tình đâm chiếc F-86 Sabre vào một vật thể lạ. Ảnh minh họa kết hợp thiết kế bìa album Licensed to Ill (1986) của Beastie Boys. Eminem nói họ là một nguồn cảm hứng trong nhiều năm nhưng trước đây anh đã không thể hiện bất kì sự tôn kính nào cho ban nhạc. Ảnh minh họa đầy đủ và logo của Eminem có thêm chữ viết tiếng Nhật được dùng để quảng bá album nhưng không được đưa vào bìa album do Mike Saputo thiết kế.
Logo của bộ phim Venom được dùng để quảng bá cho ca khúc cùng tên. Chữ "E" trong "VENOM" được thay bằng chữ "Ǝ". Đây là chữ cái Eminem thường xuyên dùng trên các ảnh minh họa.

## Tiếp nhận phê bình
Kamikaze nhận được những luồng ý kiến trái chiều trên trang đánh gia tổng hợp Metacritic. Album nhận được số điểm trung bình 62 trên thang 100, dựa trên 16 bài đánh giá. Trang tổng hợp AnyDecentMusic? đánh giá album 5,6/10 dựa trên sự đồng thuận của các nhà phê bình. Album of the Year cho album 58 trên 100 điểm, xếp thứ 714 trong tổng số 744 album.
Aja Romano của Vox đã gọi đây là album hay nhất của Eminem trong nhiều năm và đây là sự trở lại với trường phái cũ của nam rapper sau khi đi chệch hướng với Revival. Ed Power từ tờ The Daily Telegraph cũng so sánh album này với Revival, anh cho rằng đây là một sản phẩm tốt hơn. Tương tự, AD Amorosi từ Variety thấy album giống với tác phẩm trước đó của Eminem khi nói rằng "giọng nói của anh ấy không nghe quá cáu kỉnh, ngớ ngẩn, bực bội hoặc giận dữ kể từ những ngày đầu tiên". Trên tờ XXL, Scott Glaysher gọi album là một sự trở lại với nhân vật Slim Shady. Viết cho Consequence of Sound, Dedrick Hendrix đã cho album con điểm B, anh tóm tắt rằng "Nhìn chung, album có thể không hoàn hảo, nhưng đó là album hay nhất mà anh ấy phát hành kể từ năm 2010". M. Oliver đánh giá trên tờ PopMatters: "Kamikaze là đỉnh cao của Slim Shady ở tuổi trung niên, ít lệch lạc, không hoàn toàn hài hước—nhưng dù sao cũng đã hồi sinh" và đã cho album 7 trên 10 điểm. Tại HipHopDX, Trent Clark đã cho album 3,9 trên 5 điểm, anh nói rằng "Sau khi phải đối mặt với việc không có gì để chứng minh là rapper bán chạy nhất mọi thời đại, Eminem đã tìm thấy một thách thức khác trong việc hoàn thiện phong cách mới mà anh ấy thể hiện". Viết cho Vice, Robert Christgau coi album là "về hip-hop, niềm đam mê thật nhất của anh ấy và lĩnh vực chuyên môn không thể phủ nhận hơn là về các chủ đề chính trị và cảm xúc [...]". Trên tờ The Atlantic, Spencer Kornhaber đề cập đến cả hai sự so sánh với Revival và các ngôi sao hip hop hiện tại trong Kamikaze: "Thực sự, Eminem đang tiến hành một cuộc chiến tranh về thẩm mỹ và Kamikaze dễ nghe hơn Revival vì sự xúc tích của album khẳng định giá trị trong ngành giải trí của Eminem..."Anh nói thêm rằng album cho thấy "Eminem rất giỏi ở những gì anh ấy làm".
Trong một bài phê bình tiêu cực hơn, Stephen Kearse từ tờ Rolling Stone đã cho album 2,5 trên 5 sao, anh viết: "Eminem không hề hiểu biết hay ý thức được tình trạng của nhạc rap hiện nay, anh ấy cũng không có suy nghĩ sâu sắc gì về vị trí của mình trong thể loại này. Anh có lẽ thậm chí không có tài khoản Spotify. Anh ấy chỉ rap vì cảm giác hồi hộp khi nghe bản thân rap." Jonny Coleman từ The Hollywood Reporter coi Kamikaze là một "thất bại ngoạn mục" và mô tả album là "tác phẩm của một nghệ sĩ già đang cố gắng giữ độ nổi tiếng nhưng đã thất bại." Trên Billboard, Charles Holmes nói Eminem "cố gắng ngăn chặn sự suy giảm nghệ thuật của mình bằng cách đổ lỗi cho tất cả mọi người ngoại trừ bản thân" và kết luận "Eminem đã từng là một người cuồng hip-hop, nhưng anh không bao giờ có nó [...] Thế giới và nhạc rap có thể không cần Eminem hay Slim Shady nữa, nhưng nó cần thêm một chút Marshall." Trên tờ New Zealand Herald, Siena Yates đã tán dương Eminem vì "flow hoàn hảo về mặt kỹ thuật và lối chơi chữ táo bạo" cũng như là "một mệnh lệnh ly kỳ" nhưng chỉ cho album ba trên năm sao. Alexis Petridis từ tờ The Guardian cũng đánh giá album ba trên năm sao và nhận xét về sự khác biệt về thế hệ của Eminem với những ngôi sao hip hop hiện nay, tóm lại, "...nếu bạn sắp lắng nghe một người đàn ông trung niên da trắng phàn nàn rằng hip-hop không tốt như trước đây, bạn có thể nghe Eminem."
Riley Wallace từ tờ Exclaim! đã trích dẫn sự giận dữ của các tác phảm đầu của Eminem, chứng ghê sợ đồng tính không cần thiết và những thiếu sót của Revival trong một bài đánh giá 6/10: "Giận dữ, phản động Eminem không có gì mới. Mặc dù kỹ năng của anh ấy là hoàn toàn không thể so sánh được nhưng việc nhắc đến chứng ghê sợ đồng tính và các nhịp quá sai lầm trong năm 2018 thực sự cảm thấy quá lạc lõng. Đó không phải là điều tốt nhất hay tệ nhất của anh ấy, nhưng đó chắc chắn là những gì người hâm mộ xứng đáng được nhận tám tháng trước." Trên tờ Pitchfork, Marc Hogan đã cho album 5 trên 10, anh viết, "sự nghiệp [của Eminem] đã trở thành một vòng phản hồi mệt mỏi và Kamikaze bay thẳng vào vòng xoáy đi xuống đó" và chỉ trích album là "một cuộc tấn công điếc không liên tục, trống rỗng về năng lực rap kỹ thuật và vị thành niên không hài hước từ một nghệ sĩ đã từng điều khiển chiều hướng suy nghĩ một cách dễ dàng" nhưng khen ngợi anh là một rapper có kỹ thuật và người viết lời thông minh. Trên NME, Dan Stubbs đã cho album ba trên năm sao, nói rằng Eminem không theo kịp xu hướng hip hop khi viết, "có cảm giác Eminem phải vật lộn với thế giới hiện đại" nhưng nói rằng "có rất nhiều khoảnh khắc... điều đó nhắc nhở chúng ta về sự vĩ đại của Eminem". Stephen Thomas Erlewine trên AllMusic cũng nhấn mạnh khả năng kỹ thuật và thiếu cảm hứng của Eminem: "Khi biểu diễn tuyệt vời, giọng hát của Eminem vẫn còn là một điều đáng ngạc nhiên, đó là lý do tại sao nghe thấy anh quay cuồng, thay vào đó là những mánh khóe thay vì mở rộng thế giới quan của anh. Anh ấy có kỹ năng âm nhạc để trưởng thành; anh ấy chỉ từ chối để cho mình hành động theo tuổi của mình." Rodney Carmichael của NPR cho rằng album này là một tác phẩm nhại lại: "[Eminem] có thể sẽ ra mắt với một tiếng sáo rỗng trên Kamikaze, nhưng anh ấy chưa bao giờ nghe không giống chính mình trong nhiều năm qua", anh tóm tắt bài đánh giá với lời phê bình: "Nhìn bề ngoài thì Kamikaze có thể không thành công. Nhưng Eminem đã vô tình biến bản thân thành đối tượng của trò đùa lớn nhất của mình. Nó buồn cười đến nỗi anh ấy đã quên cười."

## Diễn biến thương mại
Tại Hoa Kỳ, Kamikaze mở vị trí số một trên Billboard   200 với 434.000 đơn vị album tương đương, bao gồm 252.000 doanh số album truyền thống, đồng thời được stream 225   triệu lần, đây cũng là số lượt stream lớn nhất của Eminem trong vòng một tuần. Anh cũng nằm trong top 10 nghệ sĩ có doanh số tuần đầu tiên cao nhất năm 2018. Đây là album thứ chín liên tiếp của anh ở vị trí số 1 trong nước, gắn anh với Garth Brooks và The Rolling Stones cho các mục thứ năm đứng đầu bảng xếp hạng, và có doanh thu tuần đầu tiên cao thứ năm ở Hoa Kỳ. Anh cũng đứng đầu bảng xếp hạng Artist 100 nhờ doanh số album và các bài hát. Trong tuần thứ hai, Kamikaze giảm một bậc xuống vị trí thứ hai sau Egypt Station của Paul McCartney. Tất cả mười một bài hát đã lọt vào Billboard Hot 100, trong đó "Lucky You" và "The Ringer" lần lượt đạt vị trí số 6 và 8 trên bảng xếp hạng. Anh là nghệ sĩ thứ năm cùng một lúc ra mắt hai bài hát trong top 10. Đến ngày 17 tháng 10, Kamikaze trở thành album hip hop bán chạy nhất năm. Vài ngày sau đó, album được Hiệp hội Công nghiệp ghi âm Hoa Kỳ chứng nhận bạch kim với 1 triệu đơn vị album tương đương ở Hoa Kỳ; 415.000 trong số đó là doanh số thuần.
Album cũng đã lọt vào UK Albums Chart vào ngày 7 tháng 9 với doanh số tuần đầu tiên của 55.000 đơn vị album tương đương, bao gồm 30.000 luồng tương đương album, biến Kamikaze thành album phát trực tiếp thứ năm của Anh Quốc trong tuần lễ khai mạc. Kết quả là Eminem đã vượt qua Led Zeppelin và ABBA để trở thành nghệ sĩ có nhiều album liên tiếp nhất đứng đầu ở quốc gia này (chín album liên tiếp). Đây cũng là album dẫn đầu ở Scotland. Tuần tiếp theo, album tiếp tục dẫn đầu với 51% lượng tiêu thụ là dưới dạng stream và thu được 29.000 đơn vị để giữ vững vị trí này trong tuần thứ ba. Album đã đứng đầu các bảng xếp hạng này trong vòng bốn tuần và là album bán chạy thứ 10 năm 2018 tại Anh Quốc.
Album dẫn đầu ARIA Charts trong vòng bốn tuần (album thứ chín của Eminem đứng đầu ở Úc) và Canadian Albums Chart sau khi ra mắt với 44.000 đơn vị album tương đương (album thứ mười của anh đứng đầu ở Canada). Album cũng đứng đầu các bảng xếp hạng quốc tế khác bao gồm Áo, Bỉ (chỉ đứng đầu trên Vlaanderen, đứng thứ 3 trên Wallonie), Cộng hòa Séc, Đan Mạch, Hà Lan, Ireland, Na Uy, New Zealand, Phần Lan, Thụy Điển,, Thụy Sĩ và Ý; đặc biệt ở Ireland giữ vững vị trí dẫn đầu sau hai tuần. Kamikaze ra mắt ở vị trí thứ 3 ở Ba Lan, thứ 4 ở Đức, thứ 8 ở Hungary, thứ 10 ở Hy Lạp, thứ 6 ở Pháp và thứ 15 ở Tây Ban Nha. Sau một tuần, album đã vượt lên thứ 2 ở Đức và thứ 12 ở Tây Ban Nha.
Trên dịch vụ phát nhạc trực tuyến Spotify, năm bài hát từ Kamikaze nằm trong top 10 của tuần 4 tháng 9, bao gồm hai vị trí cao nhất. Trên iTunes Store, ba bài hát nằm trong top 10 và Kamikaze đứng đầu bảng xếp hạng album trong tuần đầu tiên phát hành. Album đã có tuần mở đầu mạnh thứ năm về phát trực tuyến tại Anh Quốc với 30.000 đơn vị tương đương. "Lucky You" trở thành ca khúc đầu tiên của Eminem đứng đầu Streaming Songs của Billboard.
Năm 2018, Kamikaze xếp thứ 17 trong danh sách các album phổ biến nhất năm trên Billboard 200. Đến cuối năm, Kamikaze đã bán được hơn 1.014.000 đơn vị album tương đương ở Hoa Kỳ, với hơn 457.000 là doanh số thuần. Tính đến  năm tháng 1 năm 2019, Kamikaze trở thành album solo duy nhất bán được hơn 500.000 bản thuần trong năm 2018. Theo Liên đoàn Công nghiệp ghi âm quốc tế, Kamikaze là album bán chạy thứ chín trên toàn cầu năm 2018 với 1 triệu bản vật lý và kỹ thuật số.

## Tranh cãi

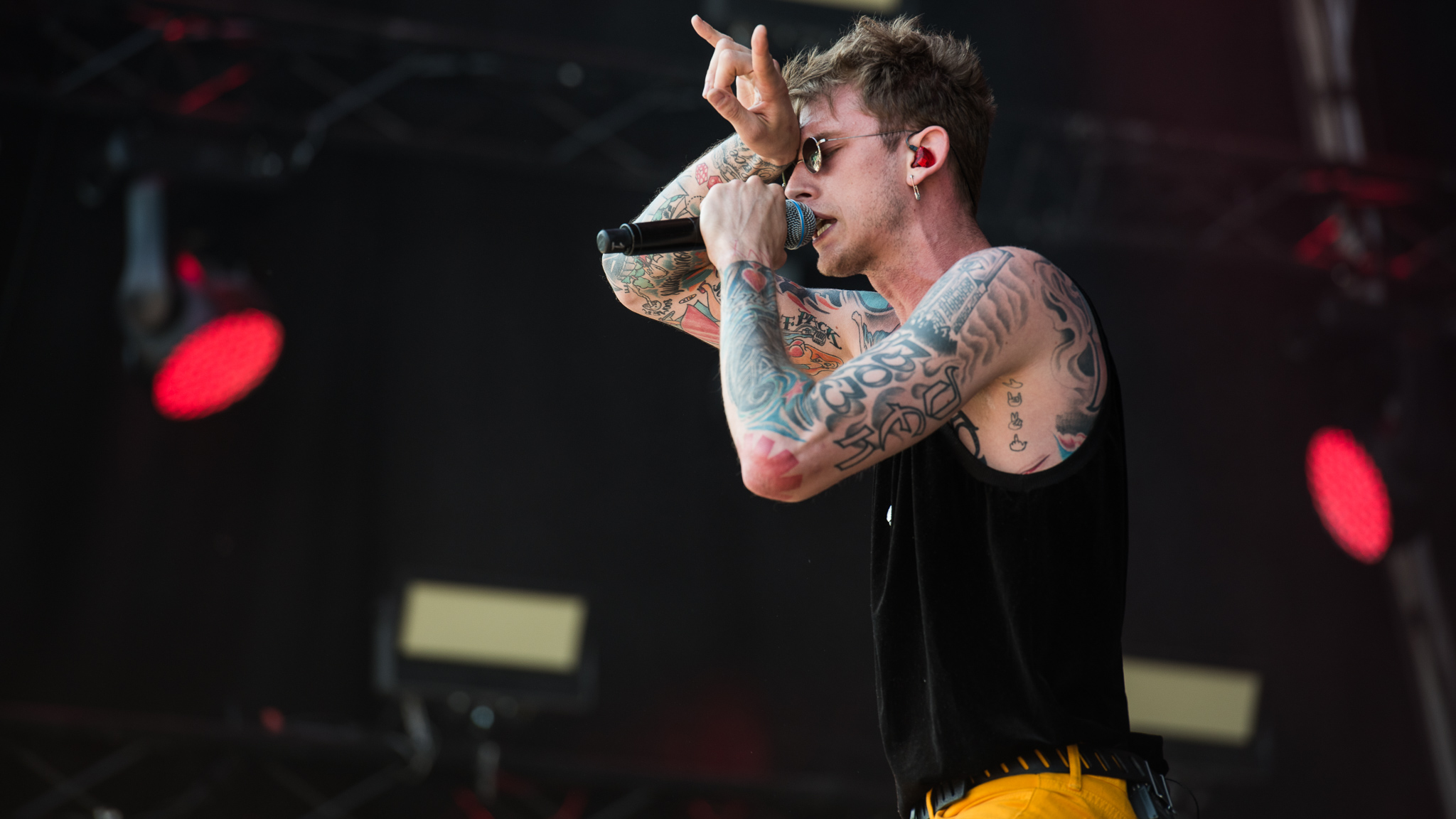
Eminem đã công kích rapper Trung Tây Machine Gun Kelly. Điều này dẫn tới bài hát đáp trả "Rap Devil".

Lời bài hát chỉ trích nhiều nhạc sĩ đã được một số người trả lời công khai. Eminem và rapper Machine Gun Kelly đã có một mối thù trong nhiều năm và Kelly đã phát hành một ca khúc để đáp trả "Not Alike" có tựa đề "Rap Devil" (bắt chước "Rap God" của Eminem) vào ngày 3 tháng 9; cả hai bài hát "Not Alike" và "Rap Devil" đều được sản xuất bởi Ronny J. Kelly tiếp tục trận chiến tại một buổi hòa nhạc khi gọi đây là "cuộc chiến giữa quá khứ và tương lai". Vài ngày sau, Eminem vào phòng thu để thu âm ca khúc đáp trả của chính mình, Bizarre (cựu thành viên của nhóm D12 cùng với Eminem) cũng làm điều tương tự. Eminem đáp trả với "Killshot" vào ngày 14 tháng 9 và "Love Tap" của Bizarre được phát hành vào ngày 20 tháng 9. "Killshot" đạt 38,1 triệu lượt xem trên YouTube trong 24 giờ phát hành và hơn 80 triệu lượt xem trong tuần đầu tiên. Ca khúc cũng xuất hiện ở vị trí thứ 3 trên Billboard Hot 100, khiến đây trở thành ca khúc thứ 20 của Eminem nằm trong top 10 trên Billboard Hot 100. Kelly đã tiếp tục đáp trả công khai.
Ja Rule đã phản ứng và khơi lại mối thù của hai người có từ 15 năm trước trên mạng xã hội. 6ix9ine, Iggy Azalea, Joe Budden, Die Antwoord, Lupe Fiasco và Lord Jamar cũng đã trả lời công khai, trong đó 6ix9ine đã phát hành ca khúc "Legend" rap về "Lose Yourself" của Eminem. Các nghệ sĩ 50 Cent và Remy Ma đã xuất hiện để ủng hộ Eminem.
Các nhạc sĩ đã chỉ trích việc Eminem sử dụng từ tục "faggot" để mô tả rapper Tyler, the Creator trong bài hát "Fall", trong đó có Dan Reynolds của Imagine Dragons (người gọi ngôn ngữ của Eminem là "đáng ghét") và Troye Sivan. Ngoài ra, ca sĩ khách mời Justin Vernon đã tránh xa khỏi việc hợp tác vì điều này. Các nhà phê bình cũng phản đối lời nói tục này, Mikelle Street từ Billboard đã viết, "Eminem cần phải chịu trách nhiệm cho việc sử dụng những lời lẽ đồng bóng (một lần nữa)," và "ý kiến cho rằng người nghe quá 'mềm mỏng' khi phê phán những cách mà các rapper vũ khí hóa danh tính của những người khác chống lại họ bỏ qua cách hip-hop là một sự phản ánh và trọng tài của văn hóa." Matt Miller từ Esquire gọi việc sử dụng từ này là "vấn đề lớn nhất" của album. Jimmy Blake của BBC đã tóm tắt tuần phản đối ngôn ngữ của Eminem đầu tiên và đặt câu hỏi liệu đã đến lúc anh ta nghỉ hưu hay chưa. Eminem sau đó đã xin lỗi trong "Cuộc phỏng vấn Kamikaze" với Sway Calloway đăng trên trang web của mình: "Khi đụng chạm đến anh ấy, tôi nhận ra mình đã làm tổn thương rất nhiều người khác".
Đáp lại những cáo buộc rằng "Not Alike" nghe giống với "Hi Bich" của Bhad Bhabie, Bhabie trả lời rằng cô coi sự so sánh này là một lời khen. Cô đã sửa lại lời bài hát của 15 để tỏ lòng kính trọng với Eminem.

## Danh sách bài hát
Nguồn:
| STT              | Nhan đề                                         | Sáng tác | Nhà sản xuất                                    | Thời lượng |
| ---------------- | ----------------------------------------------- | --- | ----------------------------------------------- | ---------- |
| 1.               | "The Ringer"                                    | Ray Fraser Matthew Jacobson Katorah Marrero Marshall Mathers Luis Resto Ronald Spence, Jr.                                         | Illa da Producer Ronny J Eminem                 | 5:37       |
| 2.               | "Greatest"                                      | Jordan Carter Kendrick Duckworth Asheton Hogan Jordan Jenks Mathers Jeremy Miller Anthony Tiffith Michael Williams II Symere Woods | Mike Will Made It Jeremy Miller                 | 3:46       |
| 3.               | "Lucky You" (với sự tham gia của Joyner Lucas)  | Ray Fraser Gary Lucas Mathers Matthew Samuels Jahaan Sweet                                                                         | Boi-1da Illa da Producer Eminem Jahaan Sweet    | 4:04       |
| 4.               | "Paul" (tiểu phẩm; thể hiện bởi Paul Rosenberg) | Paul Rosenberg | Eminem                                          | 0:35       |
| 5.               | "Normal"                                        | Erik Bodin Fraser Larry Griffin, Jr. Mathers Yukimi Nagano Maurice Nichols R. Sheldon Fredrik Wallin Håkan Wirenstrand             | Swish Allnet Illa da Producer LoneStarrMuzik S1 | 3:42       |
| 6.               | "Em Calls Paul" (tiểu phẩm)                     | Mathers | Eminem                                          | 0:49       |
| 7.               | "Stepping Stone"                                | Mathers Luis Resto Mario Resto | Eminem Luis Resto                               | 5:09       |
| 8.               | "Not Alike" (với sự tham gia của Royce da 5'9") | Brytavious Chambers Mathers Ryan Montgomery Spence, Jr.                                                                            | Eminem Tay Keith Ronny J                        | 4:48       |
| 9.               | "Kamikaze"                                      | Bobby Ervin Mathers Dwayne Simon James Smith Timothy Suby                                                                          | Eminem Suby                                     | 3:36       |
| 10.              | "Fall"                                          | BJ Burton Mathers L. Resto Justin Vernon Williams                                                                                  | Mike Will Made It Eminem                        | 4:22       |
| 11.              | "Nice Guy" (with Jessie Reyez)                  | Fred Ball L. Griffin, Jr. Mathers L. Resto Jessica Reyez                                                                           | Ball S1 Eminem                                  | 2:30       |
| 12.              | "Good Guy" (với sự tham gia của Jessie Reyez)   | Norio Aono Fraser Lisa Gomamoto Mathers Reyez Yutaka Yamada                                                                        | Eminem Illa da Producer                         | 2:22       |
| 13.              | "Venom" (Music from the Motion Picture)         | Mathers Luis Resto | Eminem Luis Resto                               | 4:29       |
| Tổng thời lượng: | Tổng thời lượng:                                | Tổng thời lượng: | Tổng thời lượng:                                | 45:49      |

Ghi công nhạc mẫu
- "The Ringer" sử dụng một phần giai điệu của "Ooouuu", được viết bởi Matthew Jacobson, Katorah Marrero và thể hiện bởi Young MA.[24]
- "Greatest" sử dụng một phần giai điệu của "Humble", được viết và thể hiện bởi Kendrick Lamar[124] và "Woke Up Like This", được viết và thể hiện bởi Lil Uzi Vert và Playboi Carti.[24]
- "Normal" chứa nhạc mẫu của "Seconds", được viết và thể hiện bởi Little Dragon.[18]
- "Kamikaze" chứa nhạc mẫu của "I'm Bad", được viết bởi Bobby Ervin, Dwayne Simon, James Smith và thể hiện bởi LL Cool J.[24]
- "Good Guy" chứa nhạc mẫu từ một bản cover của "Glassy Sky" từ bộ phim anime Tokyo Ghoul,[125] được thể hiện bởi Donna Burke.[126]

## Đội ngũ thực hiện

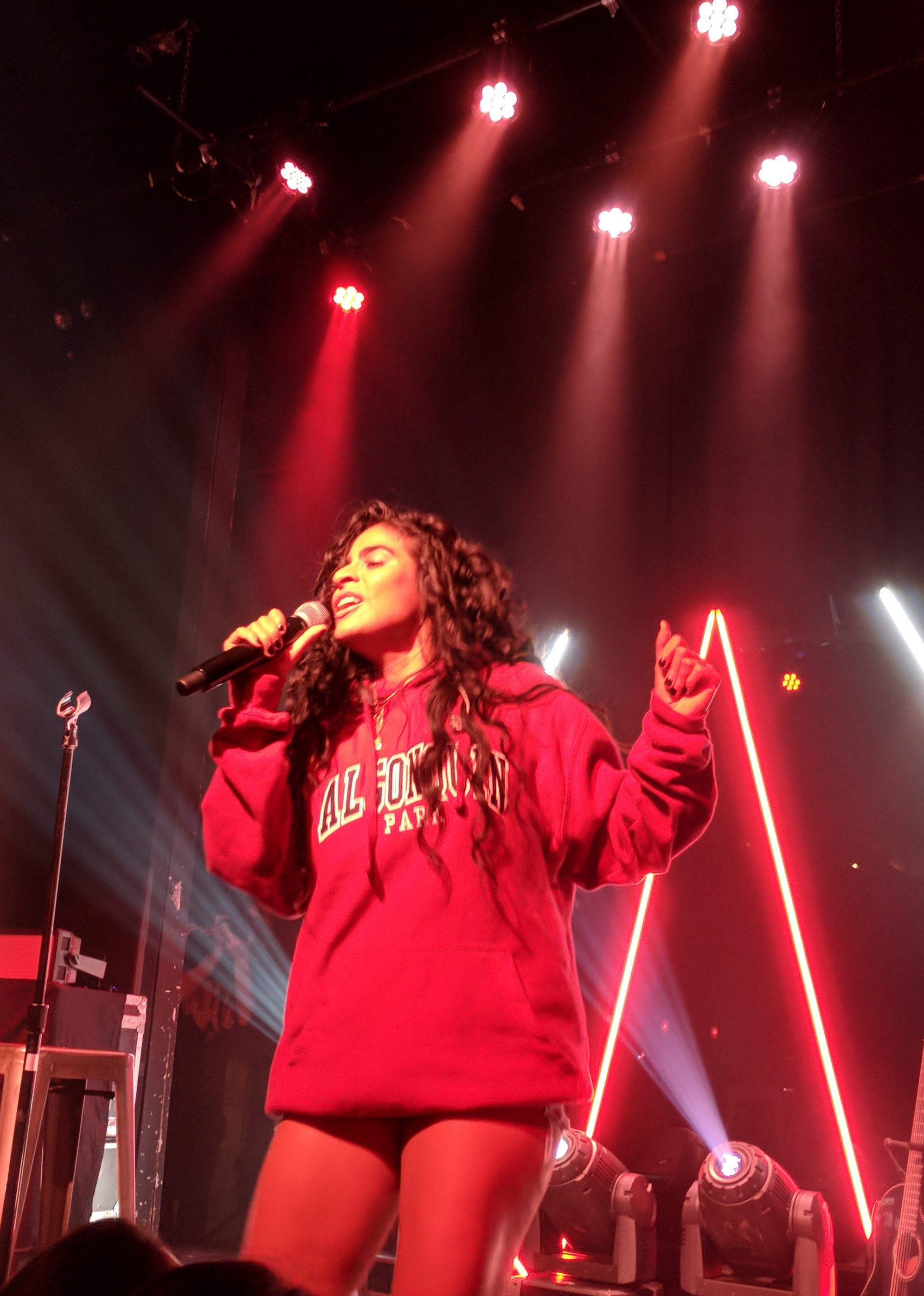
Ca sĩ nhạc pop người Canada, Jessie Reyez, khách mời trong hai bài hát.

- Eminem   - hát chính, sản xuất, phối khí

Nhạc sĩ
- Scram Jones – scratch "Kamikaze"
- Joyner Lucas – giọng hát trong "Lucky You"
- Luis Resto – keyboard trong "The Ringer", "Not Alike", và "Kamikaze"; sản xuất "Stepping Stone" và "Venom"
- Mario Resto – giọng hát trong "Stepping Stone"
- Jessie Reyez – giọng hát trong "Nice Guy" and "Good Guy"
- Paul Rosenberg – giọng nói trong "Paul"
- Royce da 5'9" – giọng hát trong "Not Alike"
- Justin Vernon – giọng hát trong "Fall"[124]

Kỹ thuật viên
- Swish Allnet – sản xuất "Normal"
- Fred Ball – sản xuất "Nice Guy"
- Boi-1da – sản xuất "Lucky You"
- Tony Campagna – thu âm tất cả các bài hát
- Dr. Dre – giám đốc sản xuất
- Brian "Big Bass" Gardner – hoàn thiện âm thanh
- Illa da Producer – sản xuất "The Ringer", "Lucky You", "Normal", và "Good Guy"
- Brian Jones – thu âm "Not Alike"
- Tay Keith – sản xuất "Not Alike"
- LoneStarrMuzik – sản xuất "Normal"
- Mike Will Made It – sản xuất "Greatest" and "Fall"
- Jeremy Miller – sản xuất "Greatest"
- Ronny J – sản xuất "The Ringer" và "Not Alike"
- S1 – sản xuất "Normal" và "Nice Guy"
- Mike Saputo – thiết kế nghệ thuật, chỉ đạo nghệ thuật và minh họa
- Joe Strange – thu âm tất cả các bài hát
- Mike Strange – thu âm tất cả các bài hát và phối khí
- Tim Suby – sản xuất "Kamikaze"
- Jahaan Sweet – sản xuất "Lucky You"

## Xếp hạng
| Bảng xếp hạng (2018)                     | Vị trí cao nhất |
| ---------------------------------------- | --------------- |
| Úc (ARIA)                                | 1               |
| Album Áo (Ö3 Austria)                    | 1               |
| Album Bỉ (Ultratop Vlaanderen)           | 1               |
| Album Bỉ (Ultratop Wallonie)             | 3               |
| Canada (Billboard)                       | 1               |
| Album Cộng hòa Séc (ČNS IFPI)            | 1               |
| Album Đan Mạch (Hitlisten)               | 1               |
| Album Hà Lan (Album Top 100)             | 1               |
| Estonia (Eesti Ekspress)                 | 1               |
| Album Phần Lan (Suomen virallinen lista) | 1               |
| Album Pháp (SNEP)                        | 3               |
| Album Đức (Offizielle Top 100)           | 2               |
| Đức (Top 20 Hip Hop)                     | 1               |
| Hy Lạp (IFPI)                            | 3               |
| Album Hungaria (MAHASZ)                  | 8               |
| Album Ireland (IRMA)                     | 1               |
| Ý (FIMI)                                 | 1               |
| Nhật Bản (Oricon)                        | 32              |
| New Zealand (RMNZ)                       | 1               |
| Album Na Uy (VG-lista)                   | 1               |
| Album Ba Lan (ZPAV)                      | 3               |
| Album Bồ Đào Nha (AFP)                   | 4               |
| Album Scotland (OCC)                     | 1               |
| Tây Ban Nha (PROMUSICAE)                 | 12              |
| Thụy Điển (Sverigetopplistan)            | 1               |
| Album Thụy Sĩ (Schweizer Hitparade)      | 1               |
| Album Anh Quốc (OCC)                     | 1               |
| Hoa Kỳ Billboard 200                     | 1               |
| Album Hoa Kỳ Top R&B/Hip-Hop (Billboard) | 1               |
| Bảng xếp hạng (2020)                     | Vị trí cao nhất |
| Hoa Kỳ Rolling Stone Top 200             | 104             |

| Bảng xếp hạng (2018)          | Vị trí |
| ----------------------------- | ------ |
| Anh Quốc (OCC)                | 10     |
| Áo (Ö3 Austria)               | 23     |
| Bỉ (Ultratop Flanders)        | 21     |
| Bỉ (Ultratop Wallonia)        | 82     |
| Canada (Billboard)            | 10     |
| Đan Mạch (Hitlisten)          | 25     |
| Đức (Offizielle Top 100)      | 34     |
| Estonia (Eesti Ekspress)      | 12     |
| Hà Lan (MegaCharts)           | 14     |
| Hoa Kỳ Billboard 200          | 17     |
| Ireland (IRMA)                | 19     |
| New Zealand (RMNZ)            | 9      |
| Pháp (SNEP)                   | 92     |
| Tây Ban Nha (PROMUSICAE)      | 100    |
| Thụy Điển (Sverigetopplistan) | 19     |
| Thụy Sĩ (Schweizer Hitparade) | 9      |
| Úc (ARIA)                     | 6      |
| Ý (FIMI)                      | 65     |

| Bảng xếp hạng (2019)          | Vị trí |
| ----------------------------- | ------ |
| Anh Quốc (OCC)                | 67     |
| Bỉ (Ultratop Flanders)        | 62     |
| Bỉ (Ultratop Wallonia)        | 169    |
| Canada (Billboard)            | 25     |
| Đan Mạch (Hitlisten)          | 72     |
| Hoa Kỳ Billboard 200          | 52     |
| New Zealand (RMNZ)            | 20     |
| Thụy Điển (Sverigetopplistan) | 67     |
| Thụy Sĩ (Schweizer Hitparade) | 90     |
| Úc (ARIA)                     | 23     |

| Bảng xếp hạng (2010–2019) | Vị trí |
| ------------------------- | ------ |
| Hoa Kỳ Billboard 200      | 184    |

## Chứng nhận
| Quốc gia | Chứng nhận | Số đơn vị/doanh số chứng nhận |
| --- | ---------- | ----------------------------- |
| Anh Quốc (BPI) | Bạch kim   | 300.000‡                      |
| Đan Mạch (IFPI Đan Mạch) | Bạch kim   | 20.000^                       |
| Hoa Kỳ (RIAA) | Bạch kim   | 1.000.000‡                    |
| Na Uy (IFPI) | Vàng       | 10.000*                       |
| New Zealand (RMNZ) | Bạch kim   | 15.000‡                       |
| Pháp (SNEP) | Vàng       | 50.000‡                       |
| Úc (ARIA) | Bạch kim   | 70.000‡                       |
| Ý (FIMI) | Vàng       | 25.000‡                       |
| * Chứng nhận dựa theo doanh số tiêu thụ. ^ Chứng nhận dựa theo doanh số nhập hàng. ‡ Chứng nhận dựa theo doanh số tiêu thụ và phát trực tuyến. |            |                               |

## Lịch sử phát hành
| Khu vực  | Ngày                      | Định dạng          | Hãng đĩa                          |
| -------- | ------------------------- | ------------------ | --------------------------------- |
| Toàn cầu | Ngày 31 tháng 8 năm 2018  | Tải nhạc số stream | Aftermath Interscope Shady [ 26 ] |
| Toàn cầu | Ngày 7 tháng 9 năm 2018   | CD                 | Aftermath Interscope Shady [ 26 ] |
| Toàn cầu | Ngày 30 tháng 11 năm 2018 | Cassette LP        | Aftermath Interscope Shady [ 26 ] |